# Minong (thị trấn), Wisconsin
Minong là một thị trấn thuộc quận Washburn, tiểu bang Wisconsin, Hoa Kỳ. Năm 2010, dân số của thị trấn này là 890 người.